# Jørgen Lehmann
Jørgen Erik Lehmann (født 15. januar 1898 i København, død 26. december 1989) var en dansk læge og biokemiker, der arbejdede i Sverige. Lehmann fulgte studier ved Lunds Universitet under Torsten Thunberg, professor i fysiologi, der regnes som opdageren af dehydrogenaser, en vigtig gruppe af enzymer. Han fik sin doktorgrad i Lund i 1929 og blev udnævnt til lektor samme år. 1935-1937 arbejdede han på Rockefeller University i New York under den fremtidige nobelprismodtager Herbert Gasser.
Lehmann er bedst kendt for at have udviklet to lægemidler: Para-aminosalicylsyre (PAS), som siden 1946 spillede en afgørende rolle i behandlingen af tuberkulose (TB) og Dicumarol, en antikoagulerende medicin, der siden 1941 blev brugt i mere end fem årtier. 
Jørgen Lehmann var søn af Edvard Lehmann, professor i religionshistorie ved Lunds Universitet og grandnevø af den danske politiker Orla Lehmann.
Han bar Kong Christian X's Frihedsmedalje.